# Juno Sospitas tempel

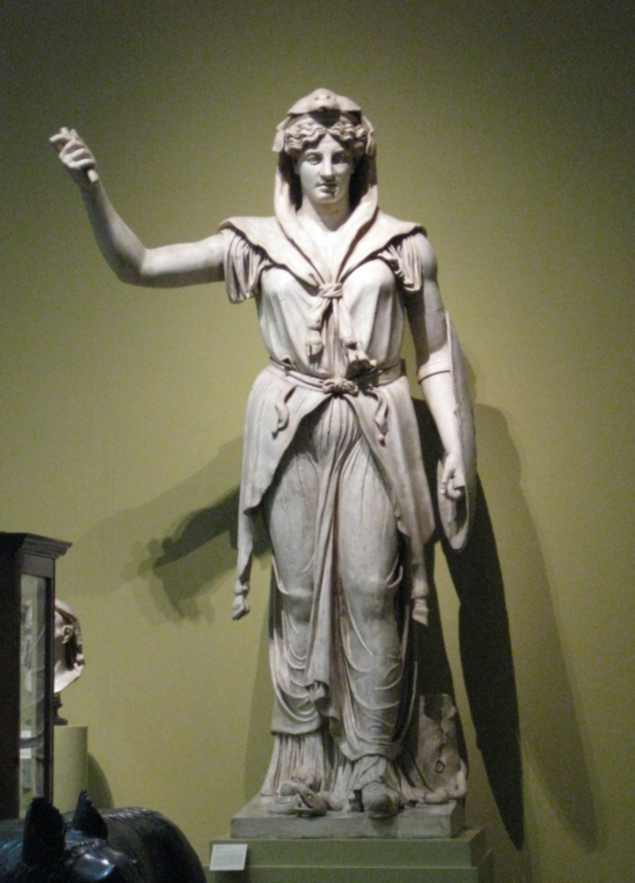
Juno sospita pushkin

Juno Sospitas tempel var en helgedom på Palatinen i det antika Rom, tillägnad gudinnan Juno. Det ska inte förväxlas med Juno Sospitas tempel på Forum Holitorium. Juno Sospita var Juno i hennes egenskap av stridsberedd beskyddare. 

## Historia
Templet uppfördes sedan invånarna i staden Lanuvium, som var aktiva tillbedjare av Juno Sospita, fick romerskt medborgarskap år 338 f.Kr. 
Ovidius uppger att templet inte fanns kvar på hans tid, men att det tidigare låg bredvid Magna Maters tempel. Bredvid lämningarna av detta tempel har kvarlevorna efter en byggnad från arkaisk tid påträffats som tros vara Juno Sospitas tempel. Det ska ha varit ett relativt litet tempel. 
År 195 f.Kr. uppfördes ett större tempel åt Juno Sospita på Forum Holitorium. 

## Karta
| Plan över Capitolium under antiken |
| --- |
| Capitolium Arx Forum Romanum Fori Imperiali Velabrum Jupitertemplet Tabularium Juno Monetas tempel Marcellusteatern Forum Holitorium Bellonatemplet Jupiter Feretrius tempel Veiovistemplet Auguraculum Iseum Jupiter Custos tempel Concordiatemplet Jupiter Conservators tempel Altare Tensarum Jupiter Tonans tempel Clivus Capitolinus Centus Gradus Porta Pandana Janustemplet Juno Sospitas tempel Spestemplet Augustustemplet Asylum Inter duos lucos Vicus Iugarius Marsfältet Dei Consentes portik Vespasianus- templet Concordiatemplet Tullianum Clivus Argentarius Venus Erycinas tempel Bona Mens tempel Fidestemplet Opstemplet Scipio Africanus båge Saturnustemplet Basilica Iulia |